# Batalha de Culicovo

A Batalha de Culicovo (em russo:  Куликовская битва) foi travada pelos tártaros e mongóis da Horda de Ouro contra os russos. Este embate ocorreu em 8 de setembro de 1380 no campo Culicovo próximo do rio Dom (hoje Oblast de Tuva) e terminou com uma vitória russa. O local da batalha é hoje comemorado com uma igreja memorial, construída com um design por Aleksy Shchusev.

## A batalha
Exércitos russos combinados sob o comando do grão-duque de Vladimir, Demétrio de Moscou enfrentou uma força mongol muito maior sob o comando de Mamai, o forte líder militar da Horda Dourada. Este tinha como aliados o grão-príncipe Olegue de Riazã e o grão-príncipe Jogaila da Lituânia. No entanto estes chegaram tarde na batalha. De acordo com o velho poema russo Zadonshchina, os russos tinham 150 mil soldados contra o dobro de tártaro-mongóis, porém o atual tamanho do campo de Culicovo não suportaria tamanho contingente de soldado. Acredita-se que o contingente era próximo de 80 mil russos e 125 mil tártaro-mongóis.
A batalha foi aberta com um simples combate de dois campeões. O campeão russo era Alexander Peresvet, um monge da Lavra da Trindade enviado para a batalha por São Sérgio de Radonege. O campeão da Horda era Temir-Murza (também conhecido Chelubey ou Cheli-bey). Os campeões mataram um ao outro no primeiro embate, apesar de a lenda russa dizer que Peresvet não caiu do cavalo, enquanto Temir-Murza caiu.
Após aproximadamente três horas de batalha (das 12h às 15h) as forças russas foram bem-sucedidas, apesar de sofrerem muitas baixas, após tomar o ataque da Horda. A cavalaria do príncipe Vladimir de Serpucove (sobrinho de Demétrio), liderada pelo principal estrategista da batalha, o príncipe Demétrio de Volínia, lançou um contra-ataque de surpresa pelos flancos e derrotou as forças da Horda. Mamai, após ter sido derrotado, escapou para a Crimeia, aonde foi assassinado por seus inimigos, deixando a Horda sob o comando de Toquetamis, o qual vingaria dois anos depois a derrota tártaro-mongol em Culicovo com uma massiva campanha militar punitiva contra os principados russos. Como resultado os principados russos passariam mais um século dominados pela Horda de Ouro.

## Consequências
Esta vitória é considerada como o início do fim do domínio mongol sobre a Rússia, o qual terminou oficialmente com a batalha do rio Ugra cem anos depois. Sua importância espiritual para a unificação das terras russas foi ainda mais importante. Como um historiador colocou, os russos vieram ao campo de Culicovo como cidadãos de vários principados e retornaram como uma nação russa unida.